# Табль-де-Маршан
Табль-де-Маршан, фр. La Table des Marchand, брет. An Daol Varchant — крупный дольмен во французской коммуне Локмарьякер, департамент Морбиан. Название происходит от семьи Маршан, с которой связана данная местность.
Дольмен и каирн были построены в период 3900 — 3800 гг. до н. э. Это гробница с коридором, в конце которого находится погребальная камера. Монумент ориентирован в направлении север-юг, имеет длину около 12 метров, длина коридора — 7 метров, высота входа около 1,4 метра и высота многоугольной погребальной камеры около 5 метров.
Первые раскопки состоялись ещё в 1811 году, однако все сделанные тогда находки были позднее утрачены. В то время памятник представлял собой плиту, покоившуюся на трёх столбах-опорах. Памятник был реставрирован в 1883 году, его изучением занимался в 1937 г. известный французский исследователь мегалитов Закари Ле Рузик. Последние раскопки имели место в 1985 г, а последняя реставрация — в 1991 году.
Используемый, по-видимому, в течение многих веков, этот памятник включает две плиты с гравировкой. Плита, представляющая собой пол камеры, изначально находилась на открытом воздухе и являлась отдельным памятником. Плита украшена с обеих сторон; рисунок с одной из сторон изображает божество с пышной шевелюрой.
Мегалитический ансамбль был построен в несколько этапов, начиная с первой стелы и далее вокруг неё. Вторая плита образует потолок камеры; её длина составляет 7 метров, ширина 4 метра и толщина 0,80 метров, а масса оценивается в 65 тонн. На плите высечены украшения в виде креста, топора с ручкой, а на нижней стороне — быка. Эта плита — элемент блока, другая часть которого находится на кургане Гаврини, находящемся на расстоянии 5 километров, и ещё одна — в кургане Эр-Грах; мотивы орнамента в этих сооружениях полностью совпадают. Вход расположен на юго-востоке.
Памятник находится в собственности государства. В 1889 год он был причислен к Историческим памятникам Франции.

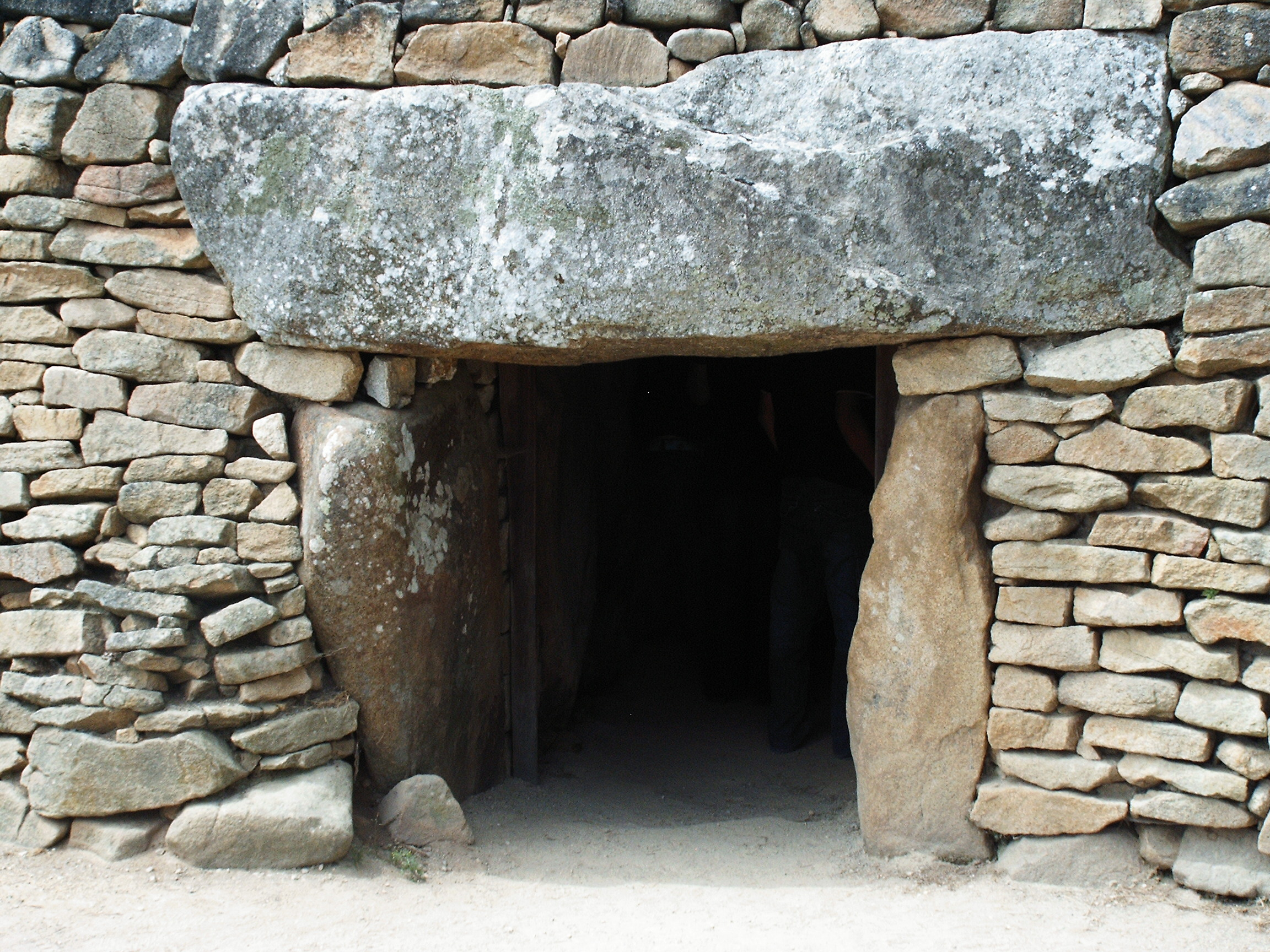
Табль-де-Маршан
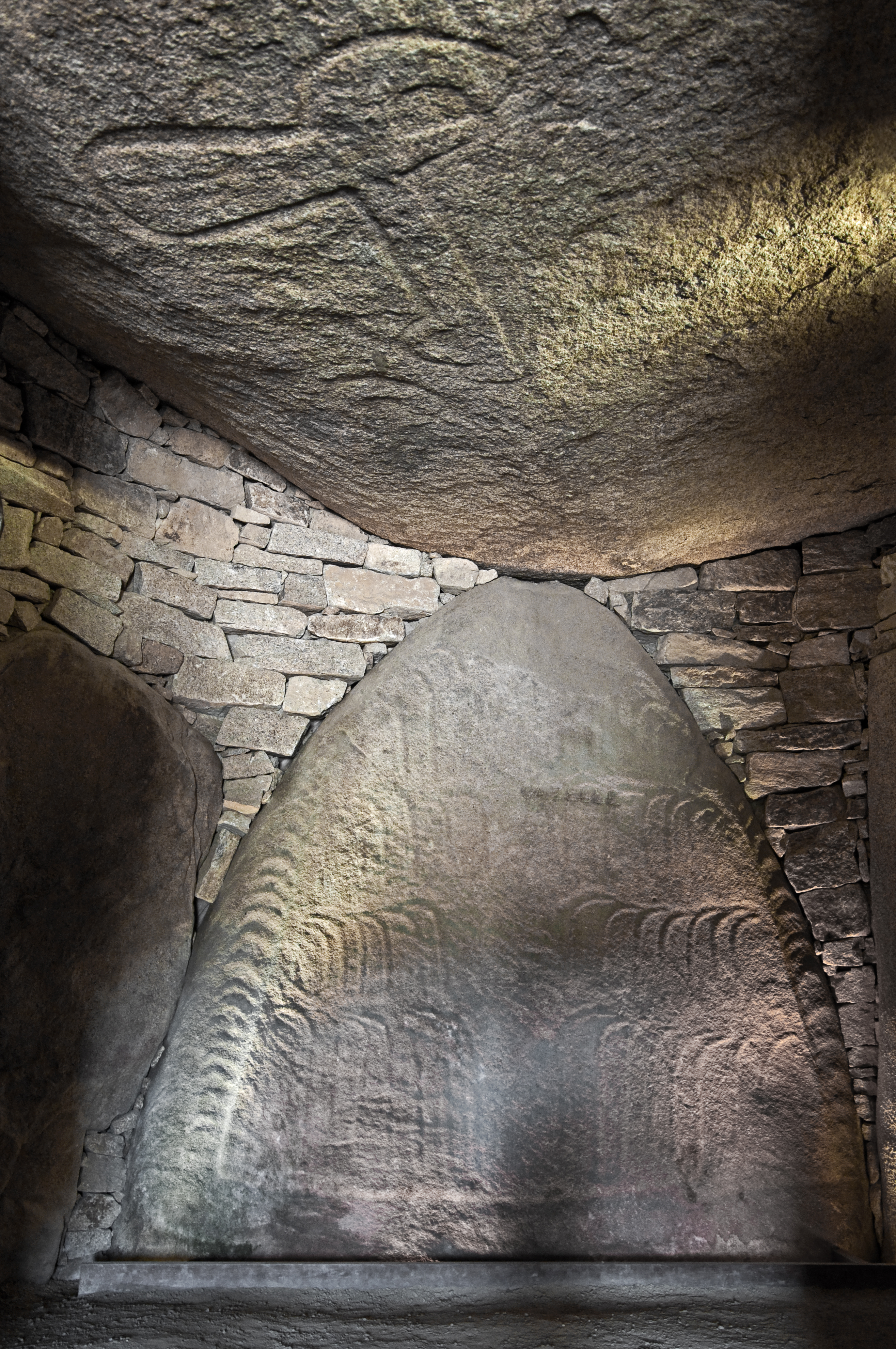
Вид изнутри каирна Табль-де-Маршан
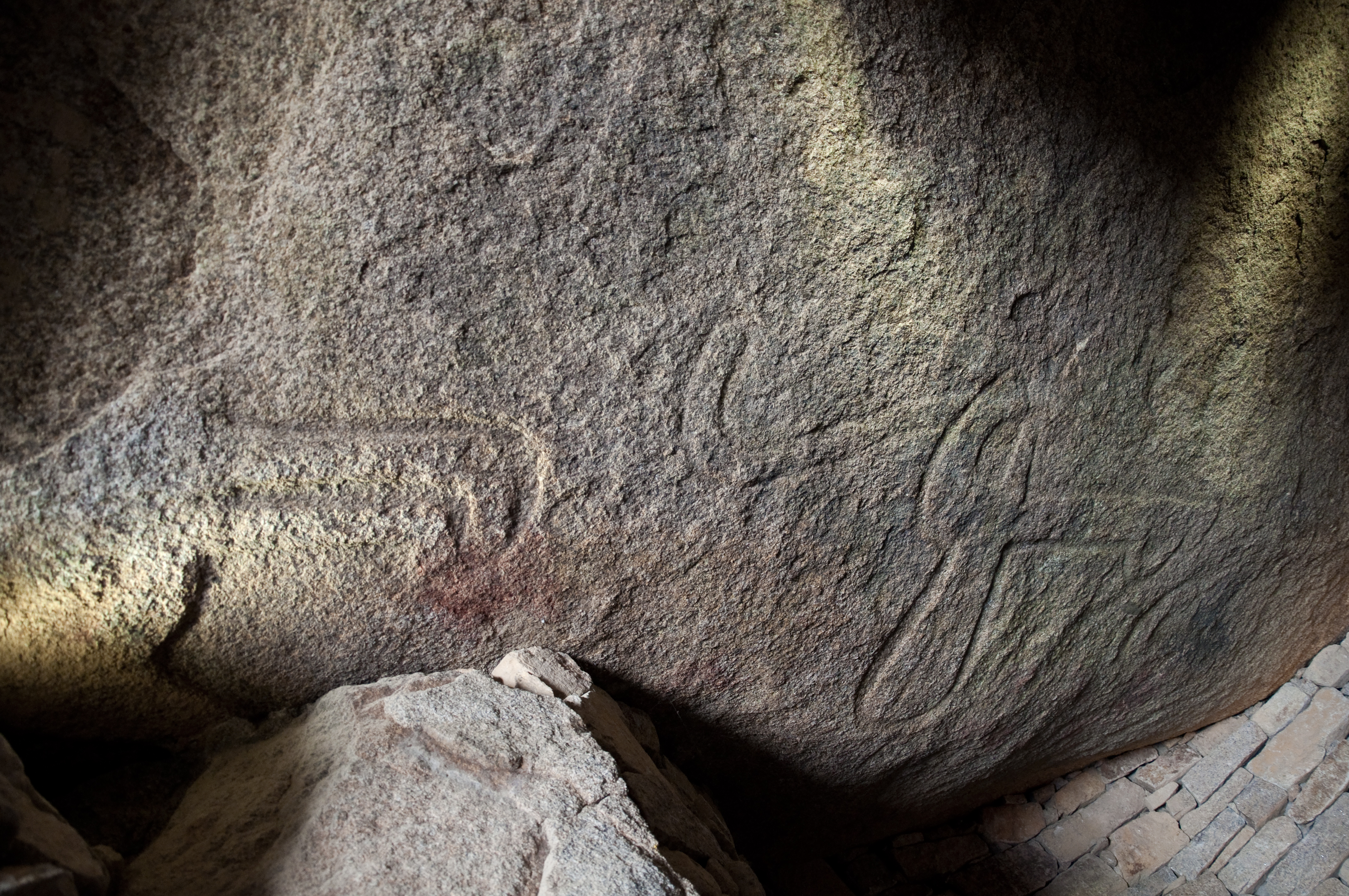
Табль-де-Маршан: номер потолок